# Altes Rathaus (Vienna)

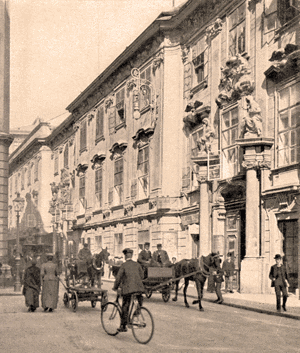
L'Altes Rathaus nel 1880

L’Alte Rathaus (Vecchio municipio) è un edificio nel centro di Vienna, situato in Wipplingerstraße 8, nel 1º distretto.

## Architettura
Dopo diverse ricostruzioni, l'esterno è ora nello stile di Johann Bernhard Fischer von Erlach, anche se le stanze ufficiali sono in stile barocco e alcuni elementi gotici sono ancora riconoscibili. Il portone d'ingresso risale al 1700. Il cortile contiene la Fontana di Andromeda del 1741, progettata da Georg Raphael Donner, mentre dietro il cortile si trova la chiesa gotica di Sankt Salvator del XIV secolo. La sala del consiglio fu ridisegnata, tra il 1851 e il 1853, dall'architetto viennese Ferdinand Fellner il Vecchio.

## Storia
Federico il Bello donò l'edificio originale, presente sul sito, al consiglio comunale nel 1316 e da allora è di proprietà della città. Fu il luogo dell'esecuzione di Ferenc II Nádasdy, il 30 aprile 1671, sulla scia della Congiura dei magnati.
Il 26 maggio 1848, durante la rivoluzione di marzo di Vienna, ospitò le riunioni del Comitato per la sicurezza popolare, come ricorda una targa sull'edificio. Dal 1871 la chiesa di Sankt Salvator è stata affidata alla cura della vecchia chiesa cattolica d'Austria, fondata da coloro che rifiutavano la dottrina dell'infallibilità papale, sebbene quella nuova comunità religiosa fosse stata riconosciuta, dallo stato austriaco, solo nel 1877.
L'Altes Rathaus ha ospitato l'ultima riunione del consiglio comunale di Vienna il 20 giugno 1885, con la prima al Neue Rathaus tre giorni dopo. L'Altes Rathaus ora ospita gli uffici municipali del 1º e 8º distretto della città, il museo di storia locale del centro città (Bezirksmuseum Innere Stadt) e il Centro di documentazione della resistenza austriaca.
Nel 1893 fu il luogo della fondazione dell'Allgemeiner Österreichischer Frauenverein.